# Maria Malara Arria
Maria Malara Arria (Reggio Calabria, 5 maggio 1917 – Reggio Calabria, 30 novembre 2022) è stata una pittrice italiana.
Maria Arria Malara è stata una delle principali esponenti dell’arte figurativa della seconda metà del secolo scorso. Fu allieva del maestro Alfonso Frangipane.